# Varaždin Arena
Varaždin Arena – hala sportowa w mieście Varaždin w Chorwacji.
Hala jest używana przede wszystkim do zawodów piłki ręcznej oraz koszykówki. Podczas Mistrzostw Świata w Piłce Ręcznej 2009 rywalizowały tutaj zespoły z grupy C, m.in. Polska.
Hala została oficjalnie otwarta 6 grudnia 2008.